# Orden de la Corona de Bélgica
La Orden de la Corona (francés: Ordre de la Couronne, holandés: Kroonorde) es una orden nacional del Reino de Bélgica. La Orden es uno de los más altos honores de Bélgica.

## Historia
La Orden fue establecida el 15 de octubre de 1897 por el rey Leopoldo II de Bélgica en su calidad de gobernante del Estado Libre del Congo. Tenía como objetivo primero reconocer los actos heroicos y el servicio distinguido logrado por el servicio en el Estado Libre del Congo. En 1908, la Orden de la Corona se convirtió en un honor nacional de Bélgica menor que la Orden de Leopoldo.
Actualmente, la Orden de la Corona se otorga por los servicios prestados al estado belga, especialmente por el servicio meritorio en el empleo público. La Orden de la Corona también se otorga por logros artísticos, literarios o científicos distinguidos, o por servicios comerciales o industriales en Bélgica o África. La Orden de la Corona se otorga mediante un real decreto.
La Orden también se puede otorgar a ciudadanos extranjeros y con frecuencia se otorga a personal militar y diplomático de otros países estacionados en  Bélgica. Durante la Segunda Guerra Mundial, la Orden de la Corona fue ampliamente autorizada para otorgarla al personal militar aliado que había ayudado a liberar a Bélgica de las fuerzas de ocupación de la Alemania nazi.

## Clases
La Orden de la Corona se divide en cinco clases, más dos palmas y tres medallas:
- Gran Cruz, lleva la insignia en una faja en el hombro derecho, más la estrella en el pecho izquierdo
- Gran Oficial, lleva una estrella en el lado izquierdo del pecho y también puede llevar la insignia en el cuello
- Comandante, lleva la insignia en una cinta para el cuello
- Oficial, lleva la insignia en una cinta con roseta en el pecho izquierdo
- Caballero, lleva la insignia en una cinta en el lado izquierdo del pecho
- Palmas de oro, lleva una corona de palmeras doradas en una cinta en el lado izquierdo del pecho
- Palmas de plata, lleva una corona de palmas plateadas en una cinta en el pecho izquierdo
- Medalla de oro, lleva la medalla en el pecho izquierdo
- Medalla de Plata, lleva la medalla en el pecho izquierdo
- Medalla de bronce, lleva la medalla en el pecho izquierdo

## Insignia
La insignia de la Orden es una cruz de Malta esmaltada en blanco con rayos rectos, en plata para la clase Caballero y en oro para las clases superiores. El disco central anverso tiene una corona de oro sobre un fondo esmaltado en azul; el disco central del reverso tiene el monograma "L" cara a cara (para el rey Leopoldo II) sobre un fondo esmaltado azul. La insignia está suspendida de una corona de hojas de laurel y roble esmaltadas en verde .
La placa de la Gran Cruz es una estrella de cinco puntas de plata facetada con rayos dorados entre las ramas de la estrella. El centro muestra el anverso de la cruz de un comandante. La placa del Gran Oficial es un 'asterisco maltés' facetado de cinco brazos (ver cruz de Malta), con rayos dorados entre los brazos. El centro muestra el anverso de la cruz de un oficial.
La medalla es redonda en versiones de oro, plata y bronce, con una suspensión en forma de corona real con dos pendelia y un anillo de cinta. El anverso muestra una zona central finamente acanalada con borde de cuentas, con la corona real superpuesta. El círculo circundante lleva el lema del Congo Belga: Travail et Progrès (trabajo y progreso); los números posteriores son bilingües, incluido el holandés Arbeid en Vooruitgang en la mitad inferior del círculo. El reverso es un monograma de Leopoldo II coronado con una doble L estilizada dentro de una corona de palma.
La cinta de la orden suele ser de color granate. Sin embargo, si la orden se otorga en circunstancias especiales, la cinta de las clases Oficial y Caballero presenta las siguientes variaciones:
- Las espadas cruzadas se agregan a la cinta cuando se otorgan en tiempo de guerra (si la orden se otorgó durante la Segunda Guerra Mundial o durante la Guerra de Corea, se agrega una pequeña barra a la cinta que menciona el nombre de la guerra);
- La cinta tiene un borde dorado vertical en ambos lados cuando se otorga por un acto especial de valor;
- La cinta tiene una franja de oro vertical central cuando se otorga por un acto excepcionalmente meritorio;
- Se agrega una estrella dorada a la cinta cuando el destinatario ha sido mencionado en los despachos a nivel nacional;
- Las palmas de plata u oro se agregan a la cinta cuando se otorgan en tiempos de guerra al personal militar.

Las estrellas, las palmas, los bordes o las rayas se pueden otorgar juntas, pero estas desviaciones actualmente solo se otorgan en raras ocasiones.
La cinta de las palmas y las medallas tiene un borde blanco vertical en ambos lados así como un alfiler de metal que muestra una reducción de la palma o medalla.
La barra de cinta de la orden, que se usa en el uniforme de gala semiformal es:
| Barras de cinta | Barras de cinta | Barras de cinta | Barras de cinta  | Barras de cinta   |
| --------------- | --------------- | --------------- | ---------------- | ----------------- |
| Gran Cruz       | Gran oficial    | Comandante      | Oficial          | Caballero         |
| Palmas Doradas  | Palmas de plata | Medalla de oro  | Medalla de plata | Medalla de bronce |

A pesar de que, a diferencia de la Orden de Leopoldo, no existe una división marítima de la Orden de la Corona, se sabe que existen algunas decoraciones no oficiales con anclas cruzadas debajo de la corona.

## Condiciones de adjudicación

### Condiciones de adjudicación actuales de los pedidos nacionales belgas
Las órdenes nacionales se otorgan por real decreto en fechas determinadas: 9 de abril (cumpleaños del rey Leopoldo II), 15 de noviembre (fiesta del rey) y, en algunos casos, el 21 de julio (fiesta nacional belga) para recompensar los servicios meritorios al Reino de Bélgica. Sobre la trayectoria profesional y la edad del destinatario. Varias regulaciones diferentes regulan la adjudicación de órdenes nacionales para los distintos ministerios. Además, el rey puede otorgar las órdenes nacionales por hechos especialmente meritorios. Los reales decretos se publican en el diario oficial belga, Moniteur Belge .
Para las personas que no son belgas, los honores no se publican en el diario oficial belga (Moniteur belge) y son otorgados durante todo el año por el ministerio de relaciones exteriores. Un ejemplo reciente es la gran cruz del embajador de los Estados Unidos Alexander Vershbow.
Para la adjudicación de órdenes nacionales para personas a las que no se aplica o se ha adoptado ninguna reglamentación, el número de premios se limita cada año por decisión del Consejo de Ministros.

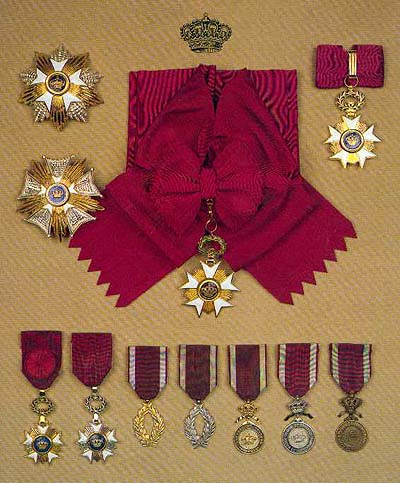
Arriba a la izquierda: estrella de la Gran Cruz, centro a la izquierda: placa del Gran Oficial, centro superior: banda de la Gran Cruz, arriba a la derecha: Cruz del Comandante, abajo, de izquierda a derecha: Cruz de Oficial, Cruz de Caballero, Palmas de Oro, Palmas de Plata, Medalla de Oro, Medalla de Plata, Medalla de Bronce (cortesía de Société de l'Ordre de Léopold)

Las clases de las órdenes nacionales están integradas en una jerarquía combinada definida por la ley, según la cual, dentro de una clase, la Orden de Leopoldo es superior a la Orden de la Corona, que es superior a la Orden de Leopoldo II. Excepto en algunos casos específicos, no se puede otorgar una orden nacional a un nivel por debajo del más alto que el destinatario ya haya recibido (ejemplo de una excepción: un oficial comisionado que se convierte en Comandante de la Orden de Leopoldo II debido a un servicio personal meritorio al rey antes de convertirse en Caballero de la Orden de Leopoldo puede recibir la última condecoración o la de Oficial de la Orden de Leopoldo, aunque ya recibió una condecoración superior en las órdenes nacionales).
Las personas que son objeto de un proceso penal generalmente no recibirán una orden nacional hasta que sean declaradas no culpables.

### Otorgar condiciones al personal militar
La Orden de la Corona se otorga al personal militar sobre la base de su tiempo de servicio, con los años de entrenamiento contando la mitad y los primeros doce años de servicio como miembro del personal de vuelo contando el doble:
- Gran Oficial: Otorgado después de 38 años de servicio meritorio a un oficial general con rango mínimo de teniente general
- Comandante: Otorgado después de 32 años de servicio meritorio a un oficial de campo con rango mínimo de coronel
- Oficial: Otorgado después de 25 años de servicio meritorio a un oficial comisionado
- Caballero: Otorgado después de 15 años de servicio meritorio a un oficial comisionado o después de 35 años de servicio meritorio como suboficial
- Palmas Doradas: Otorgado después de 25 años de servicio meritorio a un suboficial y después de 35 años de servicio para un soldado raso o cabo
- Palmas de plata: Otorgado después de 30 años de servicio meritorio para un particular o cabo

Para los premios al personal militar, no existe un requisito de edad mínima.

### Condiciones de concesión por servicio civil prolongado
Las palmas y las medallas de la Orden de la Corona pueden otorgarse a trabajadores del sector privado o del sector público, así como a algunos empleados del sector público como supervisores de prisiones, acomodadores, burgomaestres, comisarios de policía, agentes de policía local o miembros de ayuntamientos.
- Golden Palms: Otorgado después de 45 años de actividad profesional, o en el momento de la jubilación después de haber trabajado durante un mínimo de 40 años;
- Medalla de Oro: Otorgado tras 35 años de actividad profesional.

Además, la Medalla de Oro, las Palmas de Plata y las Palmas de Oro se otorgan a los presidentes, secretarios y miembros de la junta directiva de organizaciones comerciales representativas como los sindicatos en base al número de miembros de la organización, de la duración de su membresía en la junta y la duración de su mandato en la junta.
La Cruz de Caballero de la Orden de la Corona también se otorga a los miembros de los comités nacionales y provinciales de promoción del trabajo que hayan cumplido 42 años después de un mandato de 10 años (comité nacional) o 20 años (comité provincial) y, tras 30 años de servicio, a los secretarios de los comités provinciales de promoción del trabajo que hayan cumplido 62 años.
La medalla también podría otorgarse sin el rígido criterio de 'tiempo en servicio' a administradores, directores, jefes de departamento, artesanos, arquitectos, químicos, artesanos especializados, etc., cada caso para un premio evaluado de manera individual.
La medalla de bronce parece haber estado confinada principalmente a los trabajadores caucásicos del Congo Belga o del Estado Libre del Congo durante 11 años de servicio, además de un período, de duración desconocida, en el que también se usó en Bélgica para recompensar a los bomberos y guardias rurales durante 40 años.

## Destinatarios

### Grandes Cruces de la Orden de la Corona
- Guillermo de Luxemburgo
- Estefanía de Luxemburgo
- Kiko de Akishino
- Benedicta de Dinamarca
- Máxima de los Países Bajos
- María de Dinamarca
- Joaquín de Dinamarca
- Fumihito
- Constantino Cristóbal de los Países Bajos
- Lorenza de los Países Bajos
- Margarita de los Países Bajos
- Astrid de Noruega
- Margarita del Reino Unido
- Vizconde Gaston Eyskens
- Douglas MacArthur
- Chester W. Nimitz
- Emile Wauters
- Kim Gevaert
- Tia Hellebaut
- Ministro August De Boodt
- Jacques van Ypersele de Strihou
- Justine Henin
- Kim Clijsters
- Pia Kjærsgaard - 2017
- Anders Samuelsen - 2017
- Lars Løkke Rasmussen - 2017

### Otros
- Charles Aznavour
- Maurice Houtart
- Lukas Pairon
- Lieven Bertels
- Philippe Bouvard
- Sholto Douglas, primer barón Douglas de Kirtleside
- Pascal Duquenne
- Sir Edward Elgar
- Gerard Gillen
- Howard Gutman
- Wojciech Jaruzelski
- Barón Victor Horta
- Claude Lelouch
- Philip Mansel
- James Fitzgerald Martin[3]
- Olivier Messiaen
- Barón George Minne
- Louis Reizenstein
- Victor Rousseau
- Mark Rutte
- Kishan Singh de Bharatpur
- Geoffrey Spicer-Simson
- Steven Spielberg
- A. A. M. Stols
- Herman Teirlinck
- Karel van de Woestijne
- Kees van Dongen
- Ivo van Hove
- Philippe Wolfers

## Pedidos equivalentes
Aunque las órdenes de diferentes Estados no siempre son fáciles de comparar, la Orden de la Corona es aproximadamente equivalente a las siguientes órdenes de otros Estados.
- La Orden del Imperio Británico
- La Orden Nacional del Mérito (Francia), que es la segunda orden francesa más alta y tiene clases y condiciones de adjudicación similares.
- La Orden de la Corona de Roble, que es la tercera orden luxemburguesa más alta y tiene clases similares.
- La Orden de Orange-Nassau, que es la tercera orden nacional holandesa y tiene clases similares.
- La Real Orden del Mérito de Noruega , que actualmente es la segunda orden noruega más alta y tiene clases similares.
- La Orden de Vasa, que es la segunda orden sueca más alta otorgada más ampliamente que a los jefes de Estado y tiene clases similares. Antes de 1975, la Orden sueca de la Estrella Polar sería equivalente a la Orden de la Corona.